# پتن اسوالت
پتن اسوالت (انگلیسی: Patton Oswalt؛ زادهٔ ۲۷ ژانویهٔ ۱۹۶۹) یک هنرپیشه و کمدین اهل ایالات متحده آمریکا است.

## فیلم‌شناسی
از فیلم‌ها یا برنامه‌های تلویزیونی که وی در آن نقش داشته است می‌توان به راتاتویی، تیغه: سه گانگی، جستجوی دوستی برای آخرالزمان، مرد روی ماه، شکست در اجرا، بزرگسالان جوان، زندگی پنهان والتر میتی، استارسکی و هاتچ، اطلاع‌رسانی!، ببخشید مزاحم شما شدم، سکس و مرگ ۱۰۱، پایین پریسکوپ و خیابان جامپ شماره ۲۲ و زولندر اشاره کرد.